# Avito de Braga
Avito de Braga (do latim Avitus Bracarensis ) foi um sacerdote de Braga (Portugal) e escritor do início do século V, que viajou para consultar St. Agostinho e participar no Concílio de Jerusalém (415) que se pronunciou contra Pelágio. Ele é lembrado por ter produzido uma tradução latina do relato em primeira pessoa da descoberta milagrosa do sepulcro de Santo Estêvão perto de Jerusalém em 415, que ele prefaciou com uma carta geral. A sua preocupação pessoal materializou-se em mandar as relíquias do Protomártir para a sua cidade natal, com o objetivo de incentivar o comércio de peregrinação em Braga, confiando a sua tutela a Paulus Orosius, também bracarense, para aí as entregar. Orosius, porém, chegando a Maiorca e ouvindo notícias assustadoras sobre as condições da Hispânia, que foi desordenada pela invasão dos Vândalos, deixou as relíquias, que desapareceram, e voltou para o Norte da África.
1. ↑  Catholic Encyclopedia, s.v. "Braga"; Altaner, B. "Avitus von Braga: ein Beitrag zur altchristlichen Literaturgeschicht"  Zeitschrift für Kirchengeschichte 60 (1941) 456-468, reprinted in Altaner, "Kleine Patristische Schriften", in G. Glockmann, ed. Texte und Untersuchungen 83 (Berlin 1967), 224-52, .
2. ↑  The standard edition of the Revelatio Sancti Stephani and the Epistula Aviti is that of S. Vanderlinden in Revue des Etudes Byzantines 4 (1946:178-217).
3. ↑  Wace, Henry. Dictionary of Christian Biography, s.v. "Orosius".